# Умлекан (село)
Умлека́н — село в Зейском районе Амурской области России. Административный центр сельского поселения Умлеканский сельсовет.

## География
Расположено в 72 км от районного центра, города Зея, на левом берегу реки Зея, при впадении в неё реки Умлекан. К северо-западу от села находится озеро Умлеканское.
Находится в местности, приравненной к районам Крайнего Севера. Продолжительность безморозного периода составляет 57 дней.

## История
В 1643 году в устье Умлекана первопроходец Василий Поярков встретил дауров во главе с князем Доптыулом и разбил стоянку на полгода. Место Умлеканского зимовья отмечено памятной стелой.
Село было основано в 1908 году, первоначально называлось Усть-Умлеканское и входило в Овсянковскую волость. В 1913 году открылись школа и больница, в 1932 году — колхоз «Коммунистический труд». В 1930 году крестьяне Усть-Умлекана и Рублёвки приняли участие в Сианском восстании, которое было подавлено, и село захватил отряд ОГПУ.

## Население
| 2002 | 2010 | 2012 | 2013 | 2014 | 2015 | 2016 |
| ---- | ---- | ---- | ---- | ---- | ---- | ---- |
| 367  | ↘277 | ↗289 | ↘288 | ↗293 | ↘269 | ↘260 |
| 2017 | 2018 |      |      |      |      |      |
| →260 | ↘256 |      |      |      |      |      |

Население села Умлекан на 2010 год составляло 349 человек, в том числе 65 детей до 17 лет, насчитывалось 9 студентов и 44 пенсионера, включая 8 работающих. Армейскую службу проходили 6 человек, в местах лишения свободы находились 7 человек.

## Инфраструктура
В селе Умлекан 85 жилых домов. Улицы: Набережная, Центральная, Почтовая, Дальневосточная, Новая, Светлая, Универсальная. Улицы частично охвачены электрическим освещением. Село связано с районным центром регулярным автотранспортным сообщением.
В селе имеются школа (48 учащихся в 2009 году), детский сад, отделение связи, фельдшерско-акушерский пункт, два магазина, Центральная котельная, вертолётная площадка, администрация сельсовета, Социально-культурный комплекс.
Социально-культурный комплекс включает библиотеку (работает с 1948 года) и дом культуры, в котором действует целый ряд коллективов: танцевальная группа «Тутти-Фрутти», вокальная группа «Сударушка», подростковый клуб «Доверие», литературная гостиная «Музыка Души», кружок «Умелые ручки».

## Сельское хозяйство
Умлекан относится к зоне рискованного земледелия. В годы расцвета села в Умлекане были птицеферма, свиноферма, конюшня, животноводческие фермы, маслопромышленный комплекс и т. д. В 1997 закрылось коллективное сельхозпредприятие, теперь многие жители работают вахтовым методом, сельское хозяйство почти не культивируется. Имеется одно фермерское хозяйство, которое занимается заготовкой сена и дров, а также растениеводством и животноводством. В личных подсобных хозяйствах сельчан поголовье коров составляет 45 голов, овец — 22, а свиней — 35 голов (данные с учётом соседнего села Рублёвка).

## Средства массовой информации
В селе издаются информационный вестник «Умлекан сегодня» и информационный листок «Умлеканский сельсовет».

## Известные уроженцы
- Анатолий Николаевич Белоногов — губернатор Амурской области в 1997—2001 гг.